# Латышский (Кировская область)
Латышский — поселок в составе Опаринского района Кировской области.

## География
Находится на расстоянии примерно 11 километров по прямой на север-северо-запад от районного центра поселка Опарино у железнодорожной линии Котлас-Киров.

## История
В 1899 году началось движение по Пермь-Котласской железной дороге, после первой русской революции 1905—1907 годов здесь появились первые переселенцы, которые обосновались жить на хуторах.
Первое здание вокзала было построено в 1914 году.
Лесопункт на территории поселка образовался примерно в 1928—1929 годах. К 1932 году в поселке было 3 своих дома, 3 барака, магазин, клуб, медпункт, все эти здания располагались рядом с железной дорогой. С 1933 года стали прорубать трассу на Маромицу, делали это вольнонаемные, а строили железную дорогу заключенные. К 1937 году было закончено строительство железной дороги и заключенных вывезли. Латышский лесопункт в 1929 г. вошел в Опаринский углестранхоз, в 1957 г. организован Альмежский леспромхоз, которому был передан Латышский лесопункт. По состоянию на 2000 год имелось Латышское лесозаготовительное предприятие и неполная средняя школа. В 1950 году учтено 114 дворов и 483 жителя. В 1989 году было учтено 744 жителя. До 2021 года входил в Опаринское городское поселение Опаринского района, ныне непосредственно в составе Опаринского района.

## Население
Постоянное население составляло 380 человек (русские 91 %) в 2002 году, 176 в 2010.